# Burgstall Hofberg
Der Burgstall Hofberg, auch Burgstall Alte Kirche genannt, weil sich dort bis ins 19. Jahrhundert eine kleine Kapelle befand, liegt im Ortsteil Oberwiesenacker der oberpfälzischen Stadt Velburg im Landkreis Neumarkt in der Oberpfalz. Die abgegangene mittelalterliche Niederungsburg liegt etwa 1100 m nordnordwestlich der Pfarrkirche St. Wilibald von Oberwiesenacker auf dem Hofberg. Die Anlage wird als Bodendenkmal unter der Aktennummer D-3-6735-0045 im Bayernatlas als „mittelalterlicher Burgstall mit der abgegangenen Kirche St. Georg, Höhensiedlungen vorgeschichtlicher Zeitstellung und des Frühmittelalters“ geführt. 

## Beschreibung
Der Hofberg ist ein allseitig steiler Hügel in dem von Unterwiesenacker sich nach Norden ziehenden Tal der Schwarzen Laber. Im Ödland hat sich ein mächtiger rechtwinkeliger Wall von 19 m Breite und bis 8,5 m Höhe erhalten; der Wall besitzt 40 und 30 m lange Schenkel. Das Plateau des Burgstalles (Alte Kirche) wird von dem beackerten Südteil des Hofberges durch einen verebneten Doppelgraben abgesetzt. Die Innenfläche beträgt 150 × 75 m, der Hauptburgkegel ca. 50 × 20 m. An der Westseite des Südteiles finden sich Reste eines Randwalls. Ein Teil der in der Mitte der 1950er Jahre dokumentierten Anlage ist in den letzten Jahrzehnten einer intensiven landwirtschaftlichen Nutzung zum Opfer gefallen, der Halsgraben ist mit Bauschutt weitgehend aufgeschüttet worden.

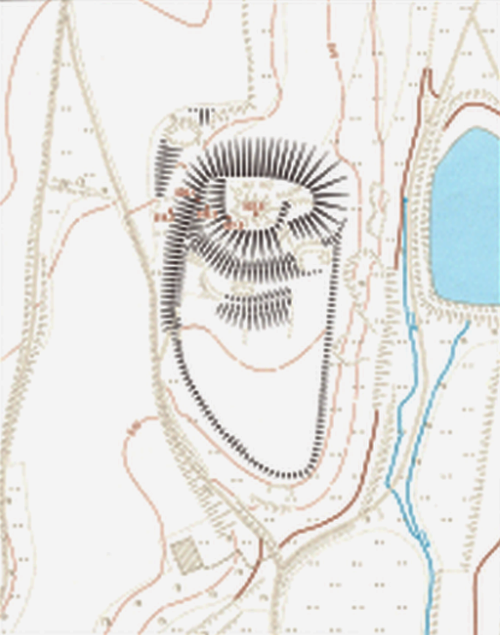
Burgstall Hofberg in Oberwiesenacker nach Armin Stroh

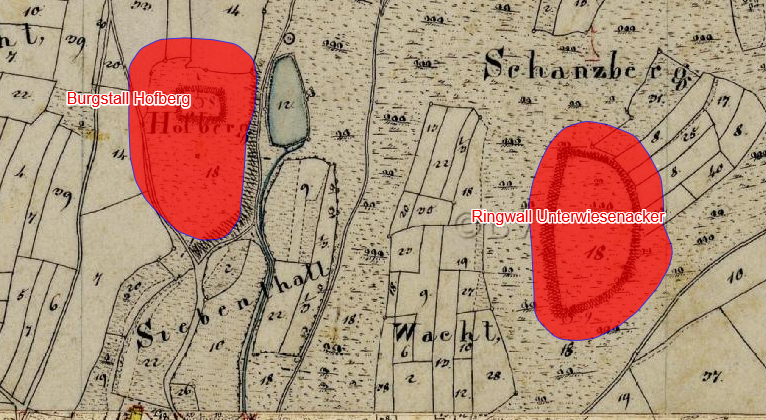
Lageplan des Burgstalls Hofberg auf dem Urkataster von Bayern

Im Bereich des  Burgstalles Hofberg wurden eine mesolithische Silexspitze und zwei wohl ebenfalls mesolithische Silexschaber gefunden. In der Vorburg der Burg Hofberg wurden als Oberflächenfunde ein frühmittelalterlicher Feuerstahl (9.–10. Jhd.),  das Fragment eines bandförmigen Hufeisens ohne Stollen, eiserne Pfeilspitzen mit Tülle und gedrungenem rhombischen Blatt und  Wellenbandkeramik, beginnend mit dem 9. Jhd. und endend im 14. Jhd., entdeckt.

## Geschichte
Die Burg war ursprünglich Sitz der Herren von Wiesenacker, diese waren Ministeriale der Grafen von Kastl-Habsberg. Sie sind urkundlich zwischen 1159 und 1400 fassbar. Als erstes namentlich bekanntes Mitglied der Familie tritt in einer Kastler Urkunde vom 29. März 1159, die in Wien von Heinrich Jasormigtott ausgestellt wurde, ein Adelvolch de Wesenaer auf. Über das Kloster Kastl scheinen die Wiesenacker in die Ministerialität der Grafen von Hirschberg gelangt zu sein. Vlrich de Wesenacher bezeugt 1293 als Hirschberger Dienstmann einen Vertrag zwischen Graf Gebhard VII. von Hirschberg und Herzog Ludwig von Bayern. Als Hirschberger Vasall wird ein Ulrich von Wesenacker genannt, als er mit seinem Verwandten Seyfried Schweppermann 1295 dem Katharinenhospital zu Regensburg ein Gut zu Nattershofen schenkt. Der mitbeteiligte Friedrich von Wesenacker dürfte ein Sohn des Spenders gewesen sein. 1303 stiftete ein Peter von Wiesenacker einen Hof in Götzendorf wieder an das Kloster Kastl. Danach ist noch Walter von Wiesenacker (1329) genannt, dann Konrad der Wesenachrär (1343), der kaiserliche „Leibeigene“ Rüdger von Wiesenacker (1346), des Weiteren ein Ulrich von Wiesenacker (1348) und abermals ein Peter von Wiesenacker mit seinem Sohn Georg (1393). Ein Albrecht Walther Wiesenacker (1420) soll im Zweikampf getötet worden sein, für ihn wurde angeblich in Raitenbuch eine Gedenksäule errichtet (diese Deutung ist umstritten). Nach 1393 verlieren sich die Spuren dieses Adelsgeschlechts und mit ihnen auch die ihrer Burganlage.
Vermutlich Mitte des 16. Jahrhunderts dürfte anstelle der Burg auf dem Hofberg eine Kirche errichtet worden sein, die bereits 1552 zusammen mit dem Kloster Pielenhofen im Zuge der Einführung der Reformation in Wiesenacker durch den Kurfürsten Ottheinrich aufgehoben wurde. Diese Kirche war dem Hl. Georg geweiht. 1627 heißt es in einem Visitationsbericht über den Zustand der Kirchen in dieser Region, dass das Gebälk der Kirche St. Georg in Unterwiesenacker vom Pfleger verkauft und vertrunken worden sei. Es ist unklar, ob diese Kirche einstmals als Burgkapelle oder erst nach Aufgabe der Burg errichtet worden ist. 1680/82 sind der Platz der ehemaligen Burg sowie der größte Teil des Hofberges im Besitz des Bauern Hans Vogl aus Unterwiesenacker, damals scheint die Kirche bereits gänzlich abgegangen gewesen zu sein.